# Nyctimene
Nyctimene é um gênero de morcegos da família Pteropodidae.

## Espécies
- Nyctimene aello (Thomas, 1900)
- Nyctimene albiventer (Gray, 1863)
- Nyctimene cephalotes (Pallas, 1767)
- Nyctimene certans Andersen, 1912
- Nyctimene cyclotis Andersen, 1910
- Nyctimene draconilla Thomas, 1922
- Nyctimene keasti Kitchener, 1993
- Nyctimene major (Dobson, 1877)
- Nyctimene malaitensis Phillips, 1968
- Nyctimene masalai Smith e Hood, 1983
- Nyctimene minutus Andersen, 1910
- Nyctimene rabori Heaney e Peterson, 1984
- Nyctimene robinsoni Thomas, 1904
- †Nyctimene sanctacrucis Troughton, 1931
- Nyctimene vizcaccia Thomas, 1914

## Mitologia
Na mitologia greco-romana, Nyctimene é filha de Epopeu, rei de Lesbos. Nyctimene era uma moça muito bonita, e foi violentada por seu pai. Com vergonha, ela se escondeu na floresta e Minerva, com pena dela, a transformou em uma coruja, que se esconde durante o dia e só aparece à noite.